# اوزارک (کنتاکی)
اوزارک (به انگلیسی: Ozark) یک منطقهٔ مسکونی در ایالات متحده آمریکا است که در شهرستان ادیر، کنتاکی واقع شده‌است. اوزارک ۲۶۹٫۱۴ متر بالاتر از سطح دریا واقع شده‌است.